# Culebra (Puerto Rico)
Culebra és un municipi-illa de Puerto Rico localitzat al Mar Carib, antigament coneguda com a Isla Pasaje i Isla de San Ildefonso. Està situat a uns 27 km a l'est de Puerto Rico, 19 km a l'oest de l'Illa de Saint Thomas (Illes Verges Nord-americanes) i a 14km al nord de l'illa de Vieques.
Culebra també és coneguda com la Cuna del Sol Borincano, Isla Chiquita i Última Virgen. El municipi està dividit en 7 barris: Culebra Pueblo, Flamenco, Fraile, Playa Sardinas I, Playa Sardinas II i San Isidro.

## Història
El seu nom podria provenir de la culebra (Alsophis portoricensis) que abunda a l'illa o també del bisbe espanyol San Ildefonso de la Culebra. L'illa va ser descoberta per Cristòfor Colom en 1493, durant la conquesta va ser refugi per a molts indis taínos que fugien de l'illa gran i s'unien als indis caribs per atacar les hisendes i poblacions dels colonitzadors. Culebra va quedar abandonada, excepte per visites de pescadors, mariners i pirates que la van utilitzar com amagatall. En 1880 es va començar a poblar Culebra que era un barri del municipi de Vieques. En 1887, els terrenys de l'illa es van dividir en lots i van ser repartits entre els colons que es comprometessin a viure-hi permanentment i a conrear la terra. En 1889, va finalitzar la construcció en fusta i zinc de l'església catòlica.
El 1901, el president dels Estats Units, Theodore Roosevelt, va adjudicar l'illa de Culebra al Departament de la Marina per realitzar pràctiques de tir i bombardeig i va passar a formar part de Vieques a partir de 1902. En 1917 l'illa va ser declarada municipi. Des de la Segona Guerra Mundial Culebra es va utilitzar per la Marina per les seves pràctiques d'artilleria i bombardeig. El 1975, després d'una campanya en pro de la devolució de l'illa, les terres ocupades per la Marina van ser lliurades al govern de Puerto Rico.